# Georg Trakl
Vous lisez un « bon article » labellisé en 2008.
Georg Trakl, né le 3 février 1887 à Salzbourg, Autriche-Hongrie (aujourd'hui en Autriche) – mort le 3 novembre 1914 à Cracovie, Autriche-Hongrie (aujourd'hui en Pologne), est un poète austro-hongrois. Il est l'un des représentants majeurs de l'expressionnisme et un des grands poètes du XXe siècle.
En mettant en scène des personnages indéterminés comme l'orpheline, le voyageur, le vieillard, le novice ou des figures nommées comme Kaspar Hauser, Elis ou Helian, la poésie de Georg Trakl donne très souvent l'impression d'être impersonnelle. Il écrit à son ami Erhard Buschbeck : « Je resterai toujours pour finir un pauvre Kaspar Hauser. » Le poète angoissé et torturé s'identifie de manière constante à son œuvre. Si elle fait partie de l'expressionnisme, celle-ci en dépasse le simple cadre artistique.

## Biographie

### Famille et enfance

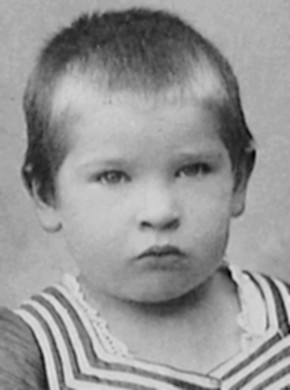
Georg Trakl en 1892.

Georg Trakl naît à Salzbourg, au numéro 2 de la Waagplatz dans une maison que la famille occupe depuis 1883. La famille est aisée, la maison est spacieuse. Le père de Trakl, Tobias Trakl, est un quincaillier protestant d'origine hongroise et sa mère Maria Catherina Trakl née Halik est catholique. La famille compte sept enfants. Il y a tout d'abord Wilhelm né le 7 mai 1868 à Wiener Neustadt, il est le fils de Tobias et de sa première femme Valentine Götz. Les autres enfants, tous nés à Salzbourg sont issus du second mariage : Gustav né le 25 juin 1880, Maria née le 21 décembre 1882, Hermine née le 7 juin 1884, Georg, né le 3 février 1887, Friedrich né le 27 février 1890 et enfin Margarethe née le 8 août 1891 qui jouera un grand rôle dans la vie du poète du fait de la relation incestueuse qu'elle entretiendra avec lui. Maria Catherina Trakl ne montre pas ses sentiments à ses enfants qui lui préfèrent la gouvernante alsacienne Marie Boring avec qui les enfants parlent français. Friedrich Trakl dira à propos de leur enfance dans la maison familiale : 

« Nous tenions beaucoup à la gouvernante française et à notre père. Notre mère s'occupait plus de ses collections d'antiquités que de nous. C'était une femme froide, réservée ; elle subvenait bien à nos besoins mais elle manquait de chaleur. Elle se sentait incomprise, de son époux, de ses enfants, du monde entier. Elle n'était tout à fait heureuse que lorsqu'elle restait seule avec ses collections – elle s'enfermait des jours dans ses pièces. Nous les enfants, nous étions quelque peu malheureux de cela, car plus sa passion durait, plus certaines pièces nous étaient interdites. »

La mort du père de Trakl le 18 juin 1910 ne modifie pas le comportement de sa mère et c'est son frère Wilhelm, âgé de 42 ans,  qui s'occupe désormais de ses demi-frères et demi-sœurs et qui reprend les rênes du commerce familial jusqu'en 1913. En 1892, Trakl entre dans une école catholique mais assiste au cours de religion d'une école protestante où il fait la connaissance d'Erhard Buschbeck. Lorsqu'il entre au Staatsgymnasium à l'automne 1897, il retrouve son ami Buschbeck ainsi que Karl von Kalmár avec qui il avait partagé les cours à l'école protestante et se lie d'amitié avec Karl Minnich, Oskar Vonwiller et Franz Schwab, formant ainsi un cercle où ils parlent littérature. Après l’échec de ses études, Trakl quitte le lycée le 26 septembre 1905. Entre 1904 et 1906, il fait partie d'un cercle de poètes appelé Apollo puis Minerva<. C'est là qu'il écrit le poème Der Heilige. Il s’intéresse aux poètes maudits français, tels que Baudelaire (Trakl écrira plusieurs poèmes intitulés Spleen ainsi qu'un autre portant le titre du poème de Baudelaire À une passante), Verlaine et Rimbaud et admire la figure emblématique de Nietzsche dont la pensée sur le nihilisme marquera son œuvre. C’est cependant au théâtre qu’il va pour la première fois se manifester en faisant jouer au théâtre municipal de Salzbourg deux pièces Totentag et Fata Morgana. Totentag est monté le 31 mars 1906 et Fata Morgana quelques mois après le 15 octobre. Le public n'adhère pas à ses pièces où les personnages parlent le langage codé que l'on retrouvera par la suite dans ses poèmes. C'est un échec et Trakl détruit ces textes.

### Le poète tourmenté

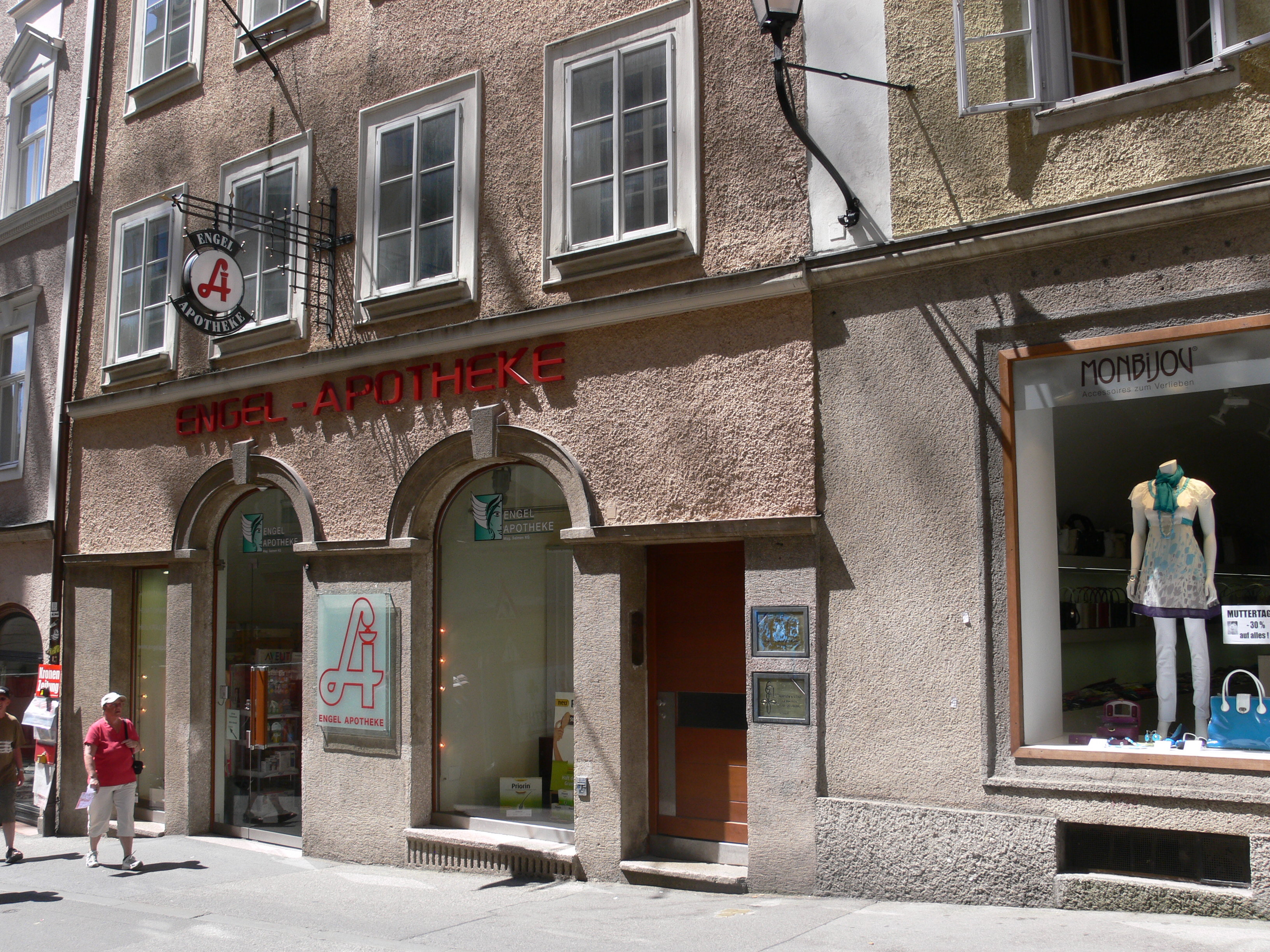
Pharmacie de l'Ange blanc dans laquelle Trakl a travaillé.

Il se lance dans des études de pharmacie le 5 octobre 1908 et passe ses premiers examens en chimie, en physique, chimie et botanique l'année suivante. Sa jeunesse est fortement marquée par ses attitudes anti-bourgeoises et provocatrices, ainsi que par la drogue, l'alcool, l'inceste et la poésie qui resteront les piliers de son existence. On sait qu'il s'adonne à la drogue dès 1905 alors qu'il commence un stage dans la pharmacie À l'ange blanc de Carl Hinterhuber dans la Linzer Gasse à Salzbourg. Il écrit à son ami von Kalmar : « Pour surmonter la fatigue nerveuse à retardement, j'ai hélas encore pris la fuite avec du chloroforme. L'effet a été terrible ». L’amour incestueux de Trakl pour sa sœur va profondément influencer son œuvre. L’image de « La sœur » s’y retrouve de façon obsédante, et c’est cette relation charnelle et amoureuse qui va devenir une source d’angoisse et de culpabilité profonde pour le poète. Trakl publie son premier poème en 1908 dans la Salzburger Volkszeitung : Das Morgenlied. On sait toutefois peu de choses directes sur leur relation, la famille ayant fait disparaître la correspondance que ces derniers ont échangée.
Son séjour à Vienne de 1908 à 1910 se révèle fondamental pour sa vocation poétique. Il fait en effet l’expérience de la solitude et du désarroi que peut éprouver un jeune provincial perdu pour la première fois dans l’immensité de la capitale. Ce séjour lui donne un profond dégoût de la société moderne. Il parvient néanmoins à nouer quelques relations littéraires comme avec Ludwig Ullmann et avec l’Académie de littérature et de musique. Commence pour lui une période d’abondante création, et il compose en 1909 un premier recueil de poèmes, Sammlung 1909, qui restera inédit de son vivant et ne sera publié qu'en 1939. Lorsque son père meurt le 18 juin 1910, Trakl quitte Vienne et retourne à Salzbourg à la fin du mois de juillet peu après avoir obtenu le diplôme de magister pharmaciae le 28 juin. Le 1er octobre 1910, il retourne à Vienne pour faire son service militaire comme ambulancier. Il revient à Salzbourg et fréquente à partir de l'automne 1911 un cercle littéraire intitulé Pan. Il y rencontre Karl Hauer et se lie d'amitié avec lui. Du 15 octobre au 20 décembre 1911, Trakl exerce comme préparateur dans la pharmacie À l'Ange blanc et comme pharmacien militaire. Le poète navigue entre Vienne, Salzbourg et Innsbruck. Il quitte Vienne en avril 1911 pour Innsbruck et ne cessera par la suite de voyager entre ces deux villes.

### Le cercle du Brenner
En avril 1912, Trakl retourne à l’armée comme pharmacien militaire à l'hôpital de garnison no 10 d'Innsbruck. Il fait la connaissance de Ludwig von Ficker propriétaire de la revue Der Brenner. Cette rencontre se révélera décisive pour son avenir. C'est en effet dans cette revue que Trakl publiera ses poèmes régulièrement à partir du 1er octobre 1912 en commençant par Psalm. De plus, Ludwig von Ficker fera énormément pour Trakl, tant du point de vue matériel que pour la reconnaissance de son œuvre.
Trakl rencontre également Karl Kraus, rédacteur de la revue Die Fackel, qui sera l'un de ses premiers « défenseurs et admirateurs ». Les deux hommes échangeront des poèmes : Trakl lui dédie Psalm et Kraus lui répond en 1912 par Georg Trakl zum Dank für den Psalm. Georg Trakl quitte l’armée quelque temps après puis fait un bref séjour dans les bureaux du ministère des Travaux publics. Le 1er avril 1913, Kurt Wolff, éditeur d’avant-garde, accepte de publier dans sa collection Der jüngste Tag un recueil portant le titre simple de Gedichte (Poèmes). Il voyage avec Ludwig von Ficker, Karl Kraus, Adolf Loos et sa femme Bessie et Peter Altenberg à Venise, puis il fréquente l’atelier de Kokoschka, à Vienne. En mars 1914, il se rend à Berlin au chevet de sa sœur Margarethe, victime d’une fausse couche. Il rencontre alors la poétesse Else Lasker-Schüler. Le poète travaille toujours aussi intensément, si bien qu’en mars 1914 il envoie à Kurt Wolff, qui l’accepte, son recueil Sebastian im Traum (Sébastien en rêve). En mai 1914, Trakl est invité au château de Hohenburg à Innsbruck par le frère de Ludwig von Ficker. Le 27 juillet 1914, Ludwig Wittgenstein autorise von Ficker à donner 20 000 couronnes à Trakl en les prenant de la somme qu'il avait mise à disposition pour soutenir les artistes autrichiens dans le besoin. Mais Trakl, qui depuis plusieurs mois cherchait vainement un emploi pour assurer son existence matérielle, n'aura pas le temps d'en profiter.
Le cercle des proches de Trakl est restreint. Il se compose de quelques amis d'enfance et de collaborateurs des revues Der Brenner et Die Fackel. Trakl dédie d'ailleurs plusieurs de ses poèmes à ses amis. À Ludwig von Ficker, qu'Otto Basil qualifie de « ami paternel » il dédie Die junge Magd qu'il écrit entre juillet 1910 et février 1912 ainsi que Gesang einer gefangenen Amsel. À Max von Esterle qui avait réalisé la fameuse caricature du poète, il dédie Winterdämmerung. Allerseelen est dédié à Karl Hauer, Winkel am Wald à Karl Minnich, Psalm et Karl Kraus à Karl Kraus, Ein Herbstabend à Karl Röck, Drei Blicke in einen Opal à Erhard Buschbeck, Sebastian im Traum à Adolf Loos, Kaspar Hauser Lied à sa femme Bessie Loos, Untergang et Gesang des Abgeschiedenen à Karl Borromaeus Heinrich puis Abendland à Else Lasker-Schüler.

### Première Guerre mondiale et mort

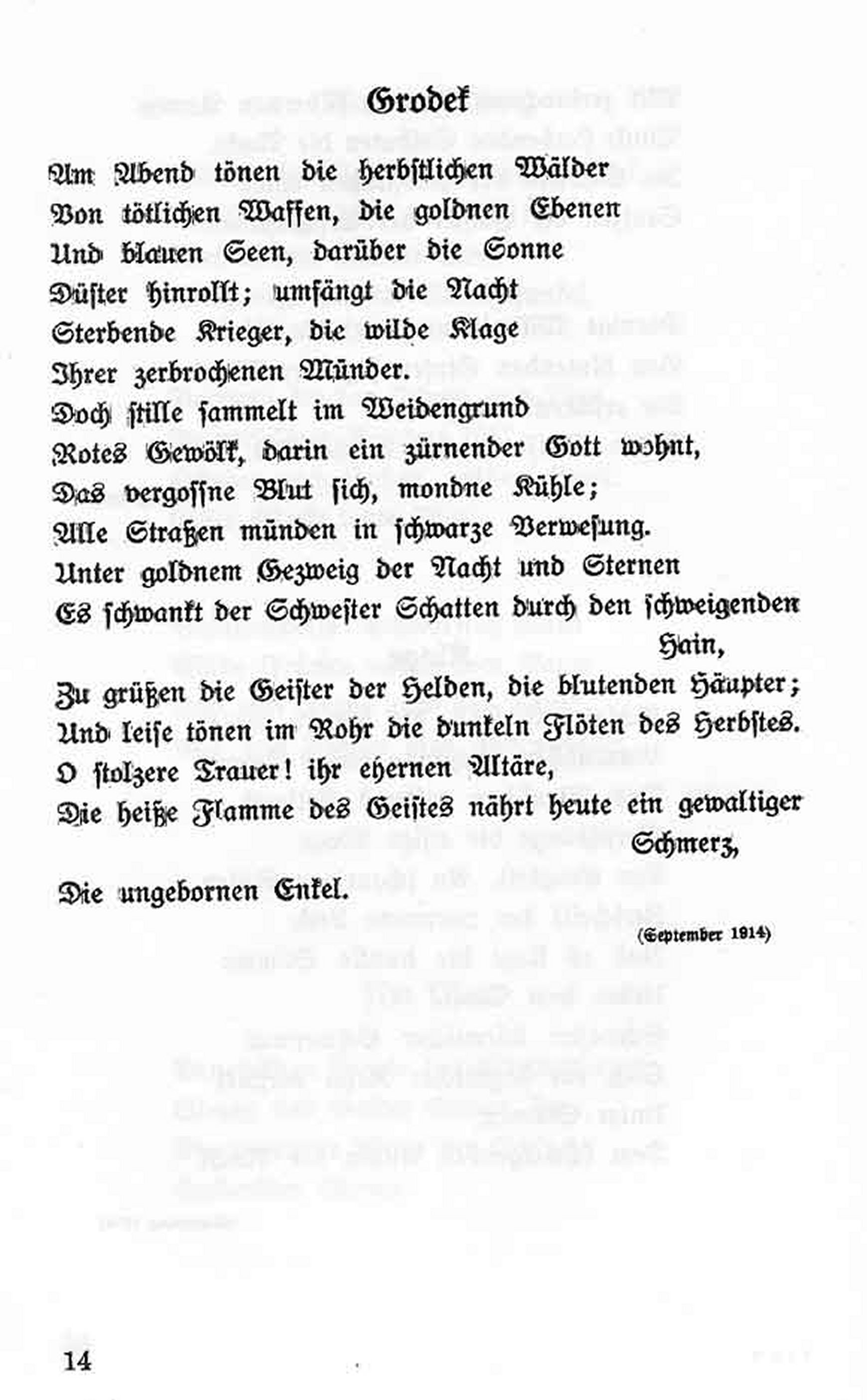
Grodek, le dernier poème de Georg Trakl

Lorsque la guerre éclate, Georg Trakl est mobilisé dans les services sanitaires. Il quitte Innsbruck pour le front de l'est la nuit du 24 août 1914. Le détachement sanitaire dont il fait partie est stationné en Galicie et participe du 6 au 11 septembre à la bataille de Grodek. Trakl a pour mission de prendre en charge, dans une grange et sans assistance médicale, pendant deux jours, les soins d’une centaine de blessés graves. Il fait quelques jours plus tard, à la suite des horreurs dont il vient d'être témoin, une tentative de suicide au moyen d'une arme à feu. Il est transféré le 7 octobre à l’hôpital militaire de Cracovie. Les 24 et 25 octobre, Ludwig von Ficker rend une ultime visite au poète dans la cellule de la section psychiatrique. Trakl y exprime toute sa crainte, toute son angoisse. Déjà un an auparavant, il avait fait part à von Ficker de sa dépression et de sa peur de la folie : « Ô mon Dieu, quelle sorte de tribunal s'est abattue sur moi. Dites-moi que je dois encore avoir la force de vivre et de faire le vrai. Dites-moi que je ne suis pas fou. Une obscurité de pierre s'est abattue. Ô mon ami, comme je suis devenu petit et malheureux ». Trakl donne lecture à Ficker de ses derniers poèmes, Klage (Plainte) et Grodeck. Dans une lettre du 27 octobre, il les lui envoie et fait de sa sœur son unique légataire. Dans la nuit du 2 au 3 novembre, à l'âge de vingt-sept ans, Trakl décède d’une overdose de cocaïne. Les autorités médicales de l’hôpital militaire concluent à un suicide mais la chose n'a jamais été éclaircie. En effet, Ficker avait peu avant organisé une rencontre entre Trakl et Wittgenstein, lequel était en service sur un bateau qui patrouillait sur la Vistule non loin de Cracovie ; tous deux se réjouissaient de cette rencontre, comme en témoigne une lettre de Trakl du 26 octobre 1914, amicale et enthousiaste, rendant l'hypothèse du suicide quelque peu douteuse et donnant un certain crédit à celle d'une erreur médicale.
« Mais qui donc pouvait-il être ? » se demandera Rilke juste après la mort de Trakl sans parvenir toutefois à y répondre. Georg Trakl est enterré au Rakoviczer Friedhof de Cracovie le 6 novembre. Son amie Else Lasker-Schüler lui dédie alors un poème intitulé Georg Trakl publié en 1917 :

« Georg Trakl succomba à la guerre, frappé par sa propre main.

Et ce fut tant de solitude dans le monde. Je l'aimais. »

Karl Kraus lui rendra hommage à plusieurs reprises dans sa revue Die Fackel (« Le Flambeau »), faisant de lui l'un des plus grands poètes de langue allemande. Le 7 octobre 1925, sa dépouille est transférée au cimetière de Mühlau près d'Innsbruck où son ami Ludwig von Ficker sera enterré quelques années plus tard.
En 1952, le prix Georg-Trakl est fondé pour récompenser les auteurs et en particulier les poètes salzbourgeois. Il est décerné pour la première fois le 3 novembre 1952 à Maria Zittrauer puis remis à des écrivains tels que Friederike Mayröcker ou Ernst Jandl. Hormis Else Lasker-Schüler, d'autres poètes ont composé sur Georg Trakl comme Michael Guttenbrunner (Georg Trakl), Erich Fried (Trakl-Haus, Salzburg), František Hrubín (Der Leser am Fluß : « Le lecteur à la rivière »), Hanns Cibulka (Georg Trakl), Adolf Beiss (Georg Trakl zum Gedächtnis: À la mémoire de Georg Trakl).

## L'œuvre poétique

### Aperçu général
Dans l'œuvre de Trakl prédominent l'ambiance et les couleurs de l'automne, les images sombres du soir et de la nuit, du trépas et de la faute. Il définit sa poésie ainsi : « le reflet fidèle d'un siècle maudit sans dieu ». Au titre des poèmes les plus connus, on peut citer : Verfall (« Pourriture »), An den Knaben Elis, Helian, Ein Winterabend ou encore Im Winter. De son vivant, peu de poèmes ont été publiés. Ce qu'il laisse à sa mort contient un nombre considérable de poèmes non publiés, des versions alternatives aux poèmes publiés, des fragments de théâtre et des aphorismes. 

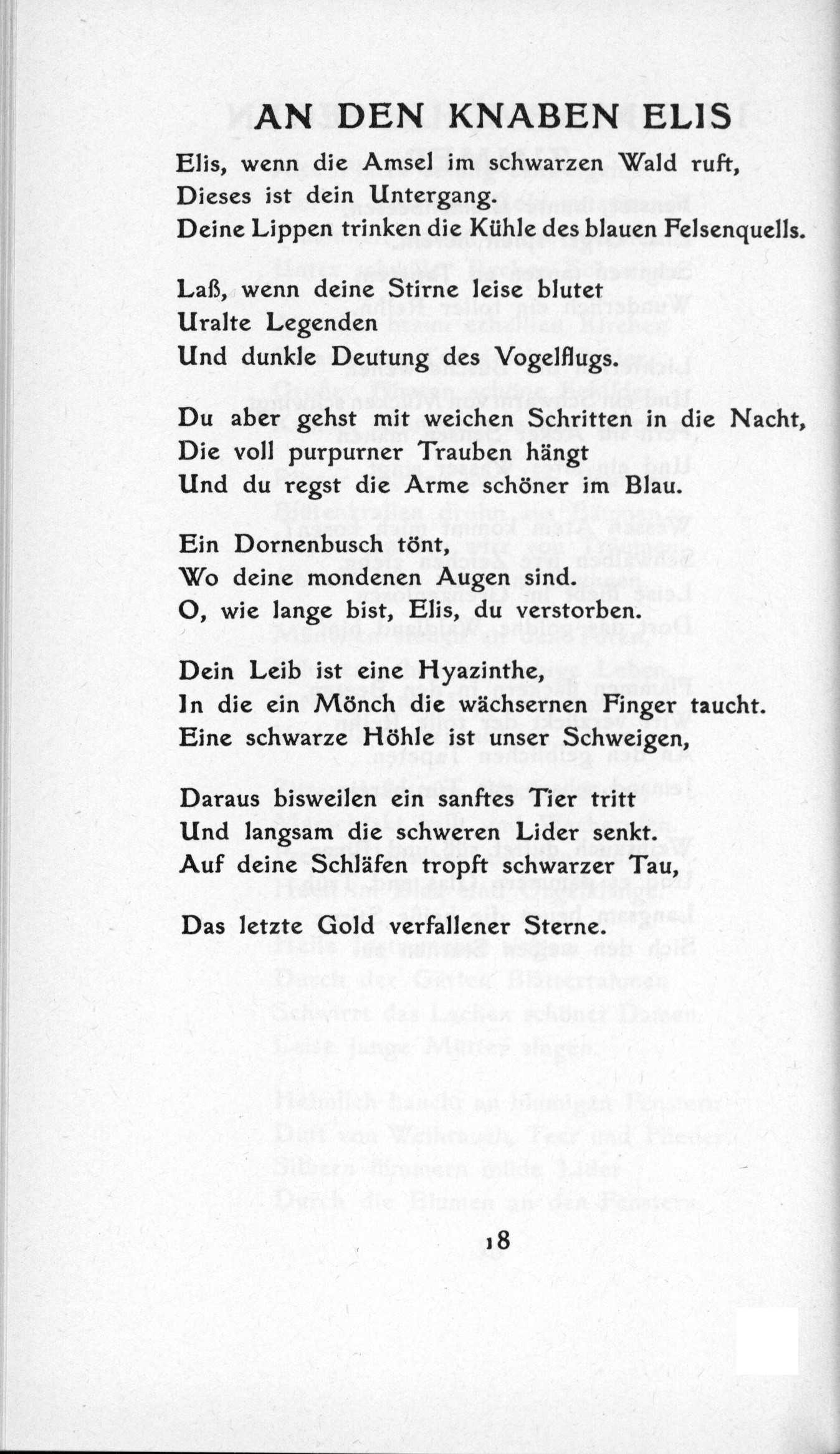
Poème An den Knaben Elis (« Au garçon Elis ») composé de tercets non rimés

L'œuvre de Trakl peut se décomposer en quatre périodes. Ses premiers poèmes non publiés sont caractérisés par le symbolisme. Trakl gagne véritablement en notoriété lorsqu'il se met à publier dans la revue de Ludwig von Ficker, c'est alors la seconde phase allant de 1909 à 1912. Ses premières publications comptent cinquante et un poèmes dont trente et un sont composés de quatrains rimés, cinq sont des sonnets et quatre sont des poèmes rimés de longueur inégales. Le poème Psalm (Psaume) est celui qui représente une césure car avec lui commence une production poétique marquée par un rythme libre. D'ailleurs plusieurs grands poèmes reprennent certaines caractéristiques du psaume comme De Profundis ou Helian. Les poèmes écrits autour de 1910-1912 sont caractérisés par le Reihungsstil (« le style séquentiel ») expressionniste que Trakl forge et qu'il qualifie dans une lettre de juillet 1910 à son ami Buschbeck de : « ma manière imagée qui forge ensemble en quatre vers quatre images en une seule impression ». Le poème Musik im Mirabell daté de 1909 donne dans chacune de ses strophes un exemple du Reihungsstil qui caractérise l'œuvre trakléenne jusqu'en 1912 :

« Un étranger blanc pénètre en la demeure.
Un chien bondit par les couloirs vétustes.
La servante souffle une lampe.
L'oreille entend la nuit des accords de sonate. »

Par la suite, la poésie de Trakl est caractérisée dans une troisième phase (de 1912 au début de 1914) par une métrique changeante, l'introduction du moi lyrique. L'uniformité de la forme en strophe disparaît également. En 1915, Kurt Wolff fait paraître à titre posthume (bien que Trakl ait lui-même arrangé l'ordre des poèmes) le cycle Sebastian im Traum (Sébastien en rêve) qui contient cinquante textes. Alors que les premières publications contenaient un grand nombre de poèmes en rimes, Sebastian im Traum en compte très peu comme Ein Winterabend (« Un soir d'hiver »), Die Verfluchten (« Les Maudits »), Afra. Alors que le type de Psalm (Psaume) s'était répandu, à partir de 1913 c'est le type du poème Elis qui prédomine (tercets non rimés ou mélange de distiques et de tercets) comme dans Untergang (« La Chute »), Die Sonne (« Le Soleil ») ou encore Geistliche Dämmerung (« Crépuscule spirituel »). Sebastian im Traum contient également des poèmes en prose comme Verwandlung des Bösen (« Métamorphose du mal ») ou Traum und Umnachtung (traduit habituellement par : « Rêve et Folie »). Dans la dernière phase de son œuvre qui va du début de 1914 jusqu'à sa mort, Trakl fait place au monumental, la fin du monde et la chute sont très présents.

### Trakl et l'expressionnisme

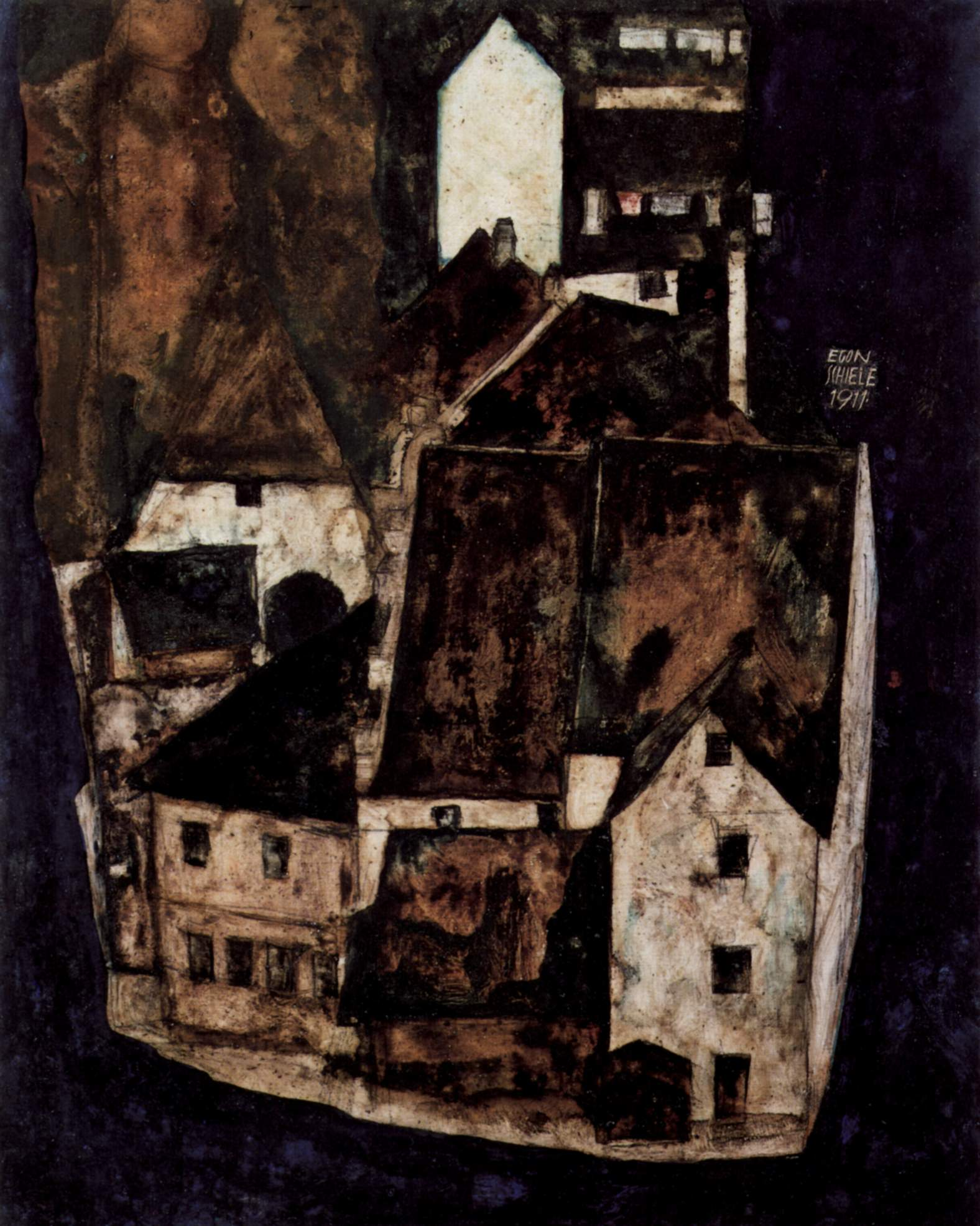
La ville morte par Egon Schiele

Après avoir commencé à toucher la peinture, l'expressionnisme voit ses débuts en littérature vers 1909 à Berlin. Trakl en est l'un des premiers représentants en Autriche. On retrouve chez lui les thèmes fondateurs de l'expressionnisme comme la désagrégation du moi à cause de la société. L'Allemagne connaît en effet un changement radical en entrant dans la modernité industrielle au début du XXe siècle. Y sont rattachés des thèmes comme la grande ville, l'angoisse, la folie, le suicide, la mort, le déclin, la décomposition : « Toutes les routes mènent à la putréfaction noire ». L'homme est au centre de ces représentations, il n'a qu'un seul avenir : pourrir. La vision eschatologique et apocalyptique (avec par exemple la préfiguration de la guerre et la mort de Dieu qui y est liée), autre thème expressionniste, imprègne la poésie de Trakl. La vie devient alors vide de sens.
Toutefois, certains thèmes de l'expressionnisme sont absents chez Trakl comme le monde du travail ou moins développés que chez d'autres comme l'expérience de la grande ville. Seuls quelques poèmes comme An die Verstummten, Vorstadt in Föhn ou Westliche Dämmerung montrent la ville sous les traits que l'on attend des expressionnistes : une ville sombre et repoussante. Westliche Dämmerung représente par exemple la ville sous des traits mythiques, tandis que Vorstadt in Föhn la montre tachée de sang. Salzbourg quant à elle est représentée comme une ville paisible voire figée. Le thème de l'Homme nouveau qui viendra après que la société s'effondrera est inexistant chez Trakl puisqu'il n'y a pas pour lui de possibilité de résurrection. Le fait qu'il ne développe pas ces grands thèmes montre que Trakl soutient une position particulière au sein de l'expressionnisme qui tient en grande partie à ses rapports au monde et à la mort.

## Le monde trakléen: un monde chiffré

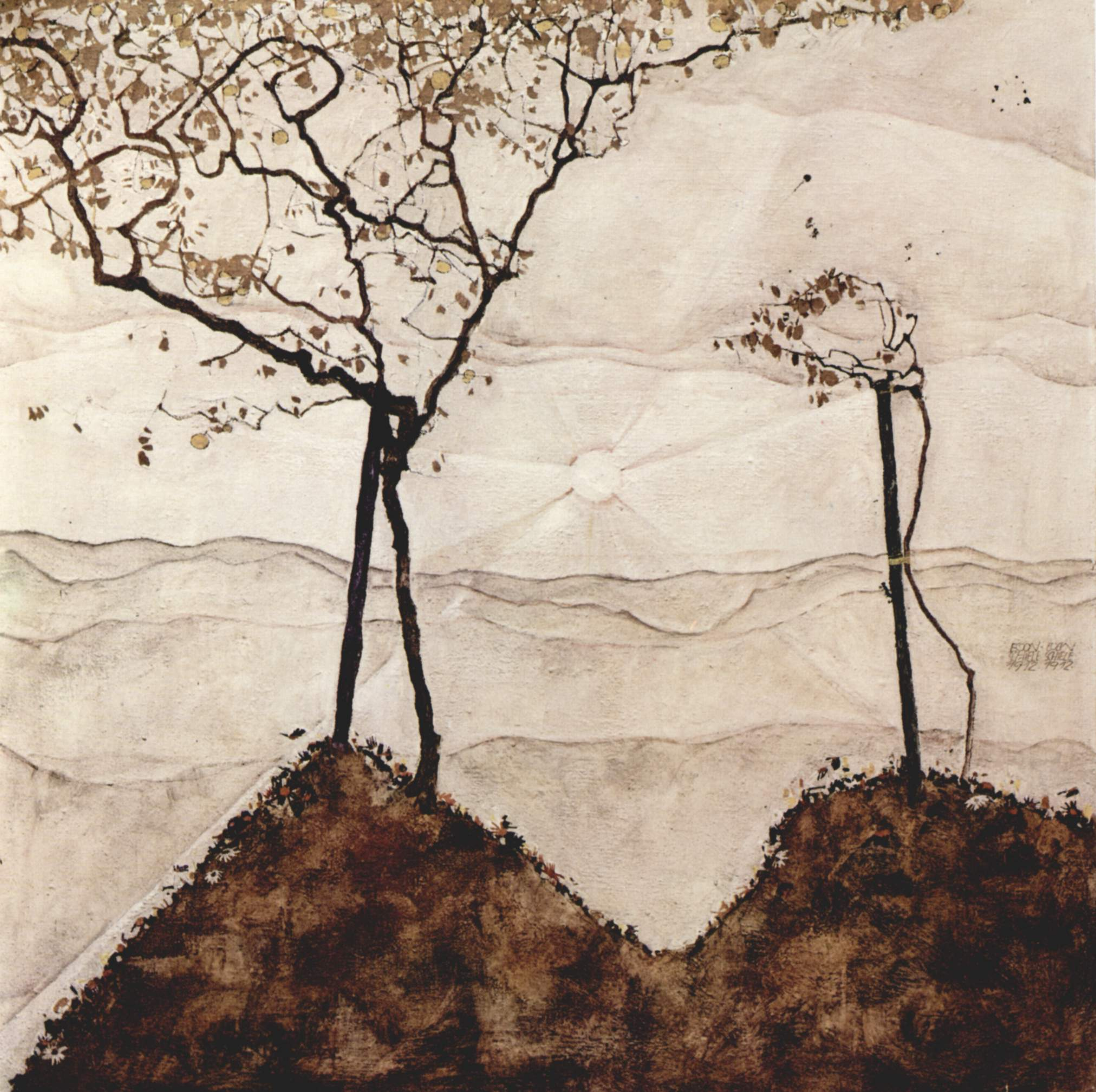
Soleil d'automne et arbres par Egon Schiele

Le monde de Trakl est marqué par le silence, comme dans Landschaft où le cri de la biche se fige, marqué à la fois par l'obscurité et par les couleurs vives comme l'or ou l'argent créant ainsi un clair-obscur que l'on retrouve par exemple dans le poème Landschaft où le noir tranche avec le rouge. C'est un monde manichéen partagé entre le bien et le mal, entre la vie et la mort, entre le monde des bergers et le monde des forgerons, un monde où la violence est latente. Ce qui caractérise également le monde trakléen, c'est qu'il met en scène des paysages, des couleurs, des animaux, des personnages qui reviennent sans cesse. On a alors affirmé que la poésie de Trakl ne formait qu'un seul poème et qu'elle était hermétique du fait de son haut degré de symbolisation rendant difficile tout essai d'interprétation.
L'utilisation des couleurs différencie Trakl des autres expressionnistes. La symbolique des couleurs sert à Trakl au début de son œuvre à décrire des choses réelles et évidentes. Très vite cependant, les couleurs (notamment le marron, le rouge et le noir) deviennent des métaphores à part entière comme on peut le voir grâce aux différentes versions du poème Landschaft. Dans la première version du poème, les visages des chauves-souris sont décrits comme fous pour devenir noirs dans la version finale. Les couleurs portent chez Trakl une symbolique toute particulière. Le blanc est par exemple associé à la mort, le bleu à la pureté, le noir à la mort, le brun à la nature calme.
Les paysages chez Trakl sont « des cauchemars » ou alors des paysages d'automne comme dans Ein verklärter Herbst ou Helian. L'automne est la saison du déclin, de la mort lente qui mène au pourrissement. Toutefois, ces paysages sont indéterminés à de rares exceptions près comme les poèmes ayant pour thème Salzbourg. Les paysages de Trakl sont humanisés : le poète projette sur eux les sentiments qui le déchirent comme la mélancolie ou l'angoisse.

### Un monde sans Dieu
La thématique de l'absence ou de la disparition de Dieu est un thème de l'expressionnisme que l'on retrouve chez différents poètes comme Else Lasker-Schüler qui écrit dans le poème Weltende (« Fin du monde ») : 

« Il est des larmes dans le monde
Comme si le bon dieu était mort.
Et l'ombre de plomb qui tombe
Pèse du poids du tombeau. »

 Cette mort de Dieu, c'est la perte de la croyance. Walter Falk écrit : « La relation entre Dieu et l'homme, quand il ne parle pas du passé, Trakl l'a représentée presque sans exception comme une relation malheureuse ». Dans le poème De Profundis, Dieu ne se révèle pas au moi lyrique : « Le silence de Dieu, / Je l'ai bu à la fontaine du bosquet », comme dans le poème Ein Winterabend où l'eucharistie est refusée au voyageur solitaire. Il faut ajouter ici le motif du Hieros Gamos que l'on retrouve dans des poèmes tels que Die Raben ou De Profundis et qui est traité de manière particulière. Dans De Profundis, la terre reste par exemple stérile puisqu'il ne tombe du ciel qu'une pluie noire, tout comme le sein de l'orpheline « attend l'époux céleste ». L'œuvre de Trakl est tissée de références bibliques et chrétiennes comme : l'Évangile de Noël, les anges, le Buisson ardent, la couronne d'épines, les calvaires, les croix, etc. Pourtant, ces références perdent leur signification originelle. Dans De Profundis, les anges sont réduits à un son, les bergers qui viennent voir l'enfant trouvent le corps de la mère en décomposition dans un buisson. Dans Winternacht, c'est un ange qui étrangle un loup rouge.

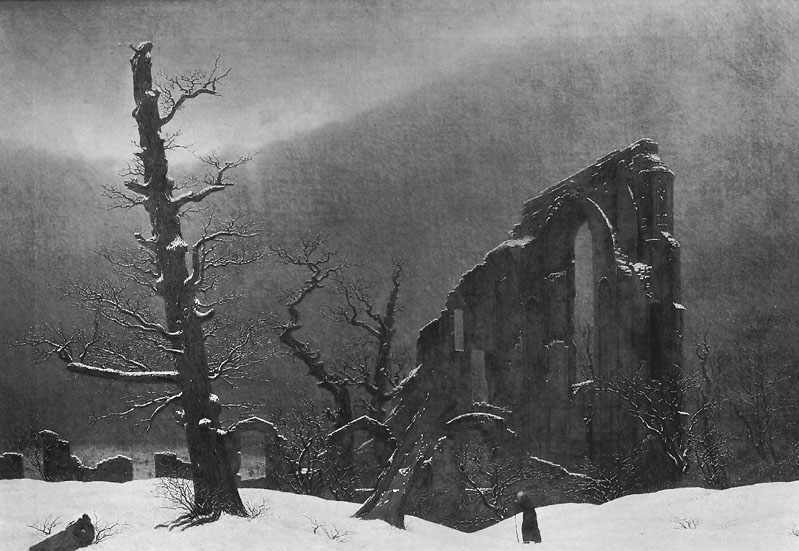
Et toujours résonne, Entre les murs noirs, le vent solitaire de Dieu

L'absence de Dieu prend chez Trakl un sens particulier car elle est renforcée par le sentiment de la culpabilité de l'inceste  qui ne peut pas être pardonnée. Pour Trakl, l'homme ne peut rien attendre d'un Dieu que Jean-Michel Palmier qualifie « d'être divin et inaccessible » et c'est précisément son angoisse. De plus le fait qu'il ne puisse rien attendre de Dieu empêche toute possibilité de résurrection. L'homme est condamné au déclin, à la mort et à la putréfaction. Puisqu'il ne peut pas atteindre la rédemption, il ne lui reste que les symboles de cette rédemption, c'est-à-dire les figures qu'il a créées : Elis, la Sœur, ou encore l'étranger.

### La douleur et la vérité

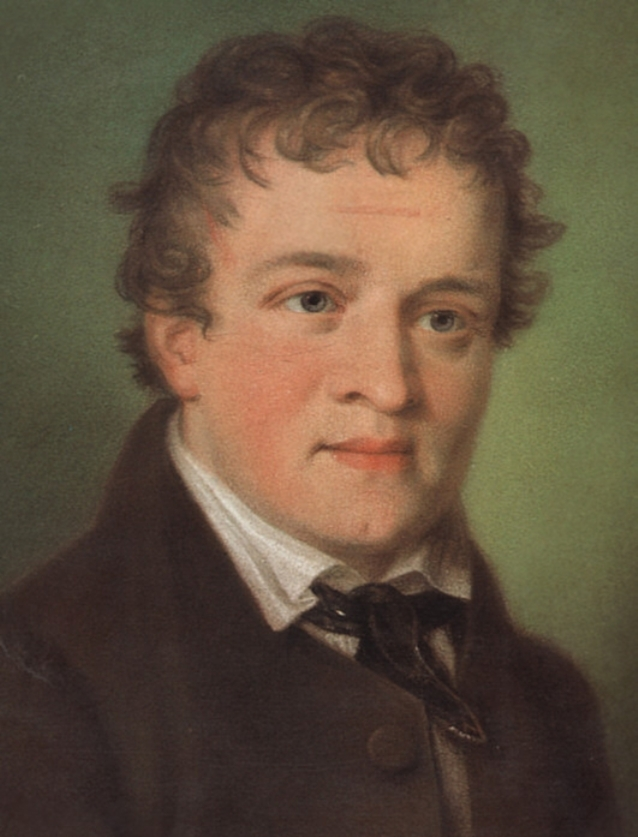
Kaspar Hauser.

« Je ne suis que moitié né ! » : c'est ainsi que se définit Trakl. Kaspar Hauser qui tombe sous les coups de son assassin, est décrit dans le poème Kaspar Hauser Lied comme non-né : « D'argent sombra la tête du non-né ». Il est représenté sous les traits d'un Orphée dont le chant attire les animaux et les buissons. S'esquisse alors ce que l'on retrouve dans de nombreux poèmes : l'identification du poète avec les figures qu'il met en scène. Ce sont des figures historiques pour certaines comme le Christ ou Kaspar Hauser, fictives comme Elis, Sebastian, Helian ou mythiques comme Hyacinthe. Dans leurs destins tragiques, Trakl croit retrouver son propre destin, celui du poète maudit, celui de l'enfant frappé par le sort - dans le cas de Trakl par la culpabilité morale due à l'inceste. Elis et les autres sont des figures idéalisées de l'enfance fauchée. Même si le destin de chacune de ces figures est unique, Trakl parvient à créer une relation entre elles. Kaspar Hauser se rapproche par exemple de la figure du Christ car il veille (« La nuit il resta seul avec son étoile; »), comme le Christ a veillé sur le Mont des Oliviers pendant que les apôtres se sont endormis. Il en va de même pour Elis et Helian dont l'étymologie est à rapprocher de Hélios, le dieu du soleil symbolisant le passage du jour à la nuit, et de Heiland, le Sauveur. Trakl se représente également parfois comme l'étranger, le moine, le voyageur, c'est-à-dire sous les traits de personnes écartées de la société involontairement ou volontairement. Ces figures sont pour Trakl des figures de rédemption.
« Seul celui qui méprise le bonheur aura la connaissance ». L'exclusion et la douleur sont pour Trakl des moyens d'arriver à la vérité. C'est un thème récurrent dans le monde trakléen que l'on retrouve par exemple dans le poème Nachtergebung où le moi lyrique demande à la nuit symbolisée par une nonne de l'envelopper dans son obscurité. Une première version de ce poème intitulée Im Schnee commence ainsi : « Réfléchir sur la vérité - / Que de douleur ! ». Si le mal-être engendré par la société en mouvement entraîne une douleur, cette dernière qui confine parfois à la folie est plutôt l'expression d'une douleur morale que Trakl veut expier : celle de la culpabilité due à l'inceste.

### Inceste avec la sœur
L'inceste entre Georg Trakl et sa sœur Margarethe imprègne une grande partie de l'œuvre du poète. Otto Basil écrit dans sa renommée monographie que Margarethe est « actrice principale sur la scène de sa vie et dans son imagination ». Même s'il n'y a pas de témoignages directs de l'inceste, Trakl dévoile toutefois quelques bribes de cette relation comme dans le poème en prose daté de 1914 Traum und Umnachtung (Rêve et démence) où l'on peut lire : 

« Malheur cette indicible faute que ce cœur nous révèle. Mais lorsque, plongé en des songes brûlants, il descendait le long du fleuve automnal sous les arbres dénudés, lui apparut dans un manteau de crin, démon de flamme, la sœur. Lorsqu'ils se réveillèrent, à leur chevet s'éteignaient les étoiles. Ô la race maudite. Quand en des pièces maculées chaque destin est accompli, la mort entre à pas putrescents dans la demeure [...] Ô enfants d'une race obscure. Argentées, les fleurs mauvaises du sang luisent sur la tempe de celui-là, la froide lune en ses yeux brisés. Ô les nocturnes, ô les maudits. »

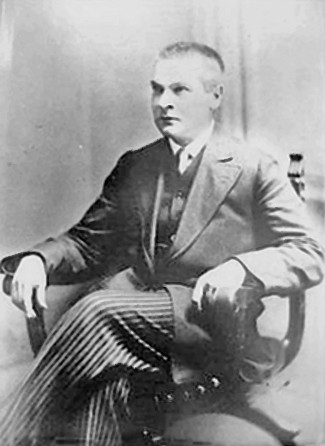
Georg Trakl en mai 1914

La sœur devient une figure à part entière dans le monde trakléen. Elle est évoquée dans plusieurs poèmes, comme An die Schwester ou Schwesters Garten. La sœur est mythifiée. Elle devient blanche : la relation qu'elle entretient avec son frère lui a fait perdre sa substance comme dans Frühling der Seele ou encore dans le poème Sonja où Margarethe prend les traits du personnage de Dostoïevski, une prostituée. Trakl est conscient de la faute qu'il commet envers sa sœur et envers Dieu et c'est précisément cette faute qui le désespère. Les thèmes de l'enfance et de l'innocence deviennent récurrents et sont souvent traités au moyen de la plainte élégiaque. La nouvelle du mariage de sa sœur avec Arthur Langen en 1912 n'arrange rien, elle est un choc pour lui. Dans le poème Traum und Umnachtung, il écrit : « [...] et les sœurs s'enfuirent dans des jardins obscurs rejoindre des vieillards osseux. Arthur Langen a en effet trente-quatre ans de plus que sa femme. Trakl se réfugie alors dans le travail et dans la drogue ». Et lorsqu'il apprend que sa sœur a fait une fausse couche en mars 1914 à Berlin, il est bouleversé car il ne fait aucun doute qu'il est le père de l'enfant. Il fait allusion à ce drame notamment dans le poème Abendland dédié à Else Lasker-Schüler dont il a fait la connaissance lors de son voyage auprès de sa sœur : « [...]comme si un mort/Sortait d'une caverne bleue ». Trakl ne peut pas dévoiler le tabou de l'inceste. Il distille la culpabilité qu'il ressent à travers ses poèmes en n'arrivant pourtant jamais à s'en défaire comme dans le poème Blutschuld (littéralement Inceste) où le moi lyrique prie la Vierge pour qu'elle pardonne aux amants incestueux. « Tu te réveilles et ressens l'amertume du monde ; là est ta faute irrédimée ; ton poème, une imparfaite expiation ». La faute qu'il a commise, Trakl ne parvient pas à la réparer à travers sa poésie.

## Influences et intertextualité chez Trakl
On peut citer trois auteurs qui ont eu une grande influence sur Trakl : Novalis, Hölderlin et Rimbaud. On retrouve de nombreuses références à Hölderlin, le « frère », dans l'œuvre de Trakl, par exemple la référence à l'élégie Patmos et à la formule qu'elle contient : « Dem folgt deutscher Gesang » et que l'on retrouve variée dans plusieurs poèmes comme Helian : « Ehe dem Schweigen des Winters folgt ». Si pour Hölderlin il y a l'espoir que « S’ensuit le chant allemand », laissant ainsi l'espoir d'un renouveau, chez Trakl, seul le silence de l'hiver suit, c'est-à-dire la mort. Trakl dédie un poème à Novalis dans lequel il le qualifie d'« étranger saint ». Novalis et Hölderlin représentent la figure du poète à laquelle Trakl s'identifie. L'intertextualité joue un rôle primordial chez Trakl. Elle lui permet au sein de la langue expressionniste de maintenir « la fonction orphique et élégiaque de la poésie », c'est-à-dire d'assurer le lyrisme, c'est-à-dire la primauté de l'âme. L'intertextualité lui permet aussi de s'inscrire dans une tradition. Malgré la décomposition du langage, l'intertextualité permet à Trakl de structurer son œuvre.
Si les deux poètes connaissent une vie très courte — Arthur Rimbaud meurt à l'âge de trente-sept ans — Trakl et Rimbaud sont proches par les similitudes de leurs vies. Le germaniste Herbert Cysarz appellera d'ailleurs Trakl « le Rimbaud autrichien ». Abhorrant la bonne société de Charleville d'où il cherche à s'enfuir dès qu'il le peut, Rimbaud est la figure du rebelle sur le plan moral, politique et sexuel. Il écrit à son ami Georges Izambard : « Maintenant, je m'encrapule le plus possible. Pourquoi ? Je veux être poète, et je travaille à me rendre voyant. ». Trakl essaie de faire de même en se droguant et en s'enivrant, et cela n'est pas sans rappeler Baudelaire. La relation que Rimbaud entretient avec Verlaine est également à rapprocher de celle que Trakl entretient avec sa sœur : une relation interdite.
La poésie réunit également les deux poètes. La technique de collage employée par Rimbaud est reprise par Trakl. On retrouve chez Trakl des motifs empruntés entre autres à Rimbaud comme la reprise du personnage d'Ophélie dans Landschaft ou encore la reprise du motif des étoiles tombées dans De Profundis ou Untergang. Rimbaud comme Mallarmé ont créé une nouvelle langue pour chercher l'inconnu, Trakl fait de même en créant sa langue expressionniste. L'apparente impersonnalité de sa poésie sert à se concentrer sur le style qui devient alors subjectif. Rémy Colombat parle de « besoin impérieux d'expression et d'universalité ».
On note la place accordée à Trakl dans les textes que le philosophe Martin Heidegger consacre à la parole poétique, notamment dans Acheminement vers la parole, où figure une étude du poème Un soir d'hiver.

## Théâtre
- Rêve et folie, mise en scène de Claude Régy (tiré de l’œuvre éponyme de Georg Trakl), Théâtre Nanterre-Amandiers, du 23 septembre au 21 octobre 2016 ; Théâtre national de Bretagne, Rennes, du 18 au 25 novembre 2017. Spectacle interprété par un seul comédien, il propose une luminosité très basse et des sons en continu (durée : environ une heure).

## Œuvres

### Éditions originales
- Gedichte, Kurt Wolff Verlag, Leipzig, 1913
- Sebastian im Traum, Kurt Wolff Verlag, Leipzig, 1915
- Die Dichtungen. Erste Gesamtausgabe. Anordnung und Überwachung der Drucklegung durch Karl Röck., Kurt Wolff Verlag, Leipzig, 1917
- Aus goldenem Kelch. Die Jugenddichtungen, Salzbourg/Leipzig, 1951

### Éditions françaises
- Œuvres complètes, traduction de Marc Petit et Jean-Claude Schneider, Paris, Gallimard, coll. « Du monde entier », 1972 ; rééd. 1980
- Vingt-quatre poèmes, traduction de Gustave Roud, Paris, La Délirante, 1978
- Et des soleils éternellement recommencés nous accomplissent, anthologie bilingue allemand/français, traduction : Éric Hupel & Jutta von Ochsenstein-Nick, encres de Alexandre Yterce, Voix d'encre, 2017
- Poèmes en prose - Métamorphose du mal, traduction d'Edmond Dune, couverture Jean Vodaine, éditeur Vodaine, DIRE N° 6, Nouvelle série, Basse-Yutz, 1968
- Poèmes, traduction de Guillevic, édition bilingue, Paris, Obsidiane, 1986
- Poèmes I, traduction de Jacques Legrand, édition bilingue, Paris, GF-Flammarion, 2001
- Poèmes II, traduction de Jacques Legrand, édition bilingue, Paris, GF-Flammarion, 2001 (première édition Aubier, 1993)
- Crépuscule et déclin suivi de Sébastien en rêve et autres poèmes, traduction de Marc Petit et Jean-Claude Schneider, Paris, 1990
- Rêve et folie et autres poèmes, traduction de Henri Stierlin, Paris, 1956
- Crépuscule et déclin, suivi de Sébastien en rêve et autres rêves, préface de Marc Petit, traduction de Marc petit et Jean-Claude Schneider, Paris, Gallimard, coll. « Poésie »,
- Sébastien en rêve et autres poèmes, traduction de Raoul de Varax, édition bilingue, Paris, Orizons, 2018
- Les Chants de l'Enténébré, poèmes choisis et traduits de l'allemand et présentés par Michèle Finck, Arfuyen, 2021

## Musique
- Claude Balif : Musik im Mirabel, op. 15 (1956), pour soprano & piano, poèmes de Georg Trakl (1. Musik im Mirabel ; 2. Der Schlaf ; 3. Zu Abend mein Herz ; 4. Nahe des Todes ; 5. In ein altes Stammbuch ; 6. Sommer]
- Le groupe de Dark wave Liechtensteinois, Erben der Schöpfung mettra en musique son poème An den Knaben Elis sous le nom d'Elis en 2001
- À la suite du départ d'Olivier Falk d'Erben der Schöpfung le groupe se sépare et se reforme sous le nom d'Elis en lien avec le single de 2001 d'Erben der Schöpfung tiré du poème An den Knaben Elis. Dans leur EP de 2007, Show me the Way, le groupe met en musique le poème In Einem Verlassenen Zimmer de Georg Trakl.

#### Biographies
- (de) Emil Barth: Georg Trakl, Essay. Zum Gedächtnis seines fünfzigsten Geburtstages am 3. Februar 1937, 2001  (ISBN 3-89086-737-5)
- (de) Otto Basil, Georg Trakl in Selbsterzeugnissen und Dokumenten, Rowohlt, 1965 (ISBN 3-499-50106-6).
- (de) Ludwig von Ficker: Erinnerungen an Georg Trakl, Brenner-Verlag, 1926
- (de) Helmut Schinagl: Die dunklen Flöten des Herbstes. Der Lebensroman des Dichters Georg Trakl, Graz, 1971
- (de) Peter Schünemann: Georg Trakl, München, 1986
- (de) Annemarie Schwarzenbach: Georg Trakl [1931]. Dans : Mitteilungen aus dem Brenner-Archiv 23/2004, p. 47-81
- (de) Hans Weichselbaum: Georg Trakl. Eine Biographie in Bildern, Texten und Dokumenten, Salzbourg, 1994

#### Sur l'œuvre de Trakl
- (de) Thomas Anz, 'Literatur des Expressionismus, Stuttgart, 2002.
- (de) Otto F. Best, Die deutsche Literatur in Text und Darstellung. Expressionismus und Dadaismus, Stuttgart, 2000.
- (fr) Bernhard Böschenstein, La migration des motifs dans la poésie de Trakl. Un exemple : le motif du « gibier », Austriaca 25, 1987, p. 89-98
- (fr) Rémy Colombat, Du rêve romantique au préjugé mallarméen. Observations sur la situation poétologique de Georg Trakl, Austriaca 25, 1987, p. 17-46
- (fr) Rémy Colombat, Rimbaud-Heym-Trakl. Essais de description comparée, Berne, Peter Lang, 1987
- (en) Richard Detsch, Georg Trakl and the Brenner Circle, New York, 1991
- (de) Alfred Doppler, Die Lyrik Georg Trakls, Wien u. a. 1992
- (de) Martin Heidegger, Die Sprache im Gedicht. Eine Erörterung von Georg Trakls Gedicht, Pfullingen, 1986
  - Trad. fr. « La parole dans l'élément du poème », Acheminement vers la parole, Gallimard, 1976
- (de) Hans-Georg Kemper, Interpretationen. Gedichte von Georg Trakl, Stuttgart, 1999.
- (de) Walther Killy, Über Georg Trakl, Göttingen, 1960.
- (de) Gudrun Susanne Littek, Existenz als Differenz. Der "Dichter" im Werk Georg Trakls, Tectum Verlag, 1995.
- (de) Lajos Némedi, « eorg Trakl », dans Horst Haase et Antal Mádl, Österreichische Literatur des 20. Jahrhunderts, Berlin, 1990.
- (de) Matteo Neri, Das abendländische Lied - Georg Trakl, Würzburg, 1996.
- Jean-Michel Palmier, Situation de Georg Trakl, Paris, 1972.
- Jean-Michel Palmier, L'Expressionnisme et les arts, Paris, 1980.
- Jean-Michel Palmier, Trakl, Paris, 1987.
- (de) Wolfgang Paulsen, « Deutsche Literatur des Expressionismus », Langs Germanistische Lehrbuch Sammlung, vol. 40,‎ 1983.
- Lionel Richard, Expressionnistes allemands. Panorama bilingue d'une génération, Complexe, 2001 (ISBN 2-87027-869-1).
- Robert Rovini, Georg Trakl, Paris, Seghers, coll. «  Poètes d'aujourd'hui », 1964, 191 p..
- Robert Rovini, La fonction poétique de l'image dans l'œuvre de Georg Trakl, Paris, coll. «   », 1971
- (fr) Gérard Vincent (auteur), Sous le soleil noir du temps - Trackl, Mandesltam, Celan, Paris, 1991